# پدرسالار (فیلم)
پدرسالار (ایتالیایی: Padre Padrone) فیلمی است به کارگردانی برادران تاویانی که در سال ۱۹۷۷ منتشر شد و توسط سینما ۵ دیستریبوتیینگ (آمریکا) توزیع شد. از بازیگران آن می‌توان به نانی مورتی، ساوریو مارکونی و گاوینو لدا اشاره کرد.
این فیلم توانست جایزهٔ نخل طلای جشنواره فیلم کن ۱۹۷۷ را از آنِ خود کند.

این فیلم بر اساس کتابی خودزندگینامه‌ای از گاوینو لدا با همین عنوان ساخته شده است.

## خلاصه داستان
سی سال قبل، افیزیو به مدرسه گاوینو می‏‌رود و او را که شش سال بیشتر ندارد، بیرون می‏‌آورد تا چوپان بشود. گاوینو که ترسیده است، از کوهستان فرار می‏‌کند، اما گیر می‏‌افتد و پدرش او را تنبیه می‏‌کند. پس از گذرانیدن این دوران، در بیست سالگی مخفیانه آکاردئونی می‏‌خرد و کارهایی می‏‌کند که باعث نگرانی پدرش می‏‌شود. بعد از آن تصمیم می‏گیرد با چند نفر به آلمان مهاجرت کند اما موفق نمی‏‌شود. پدر زمینش را می‏‌فروشد و گاوینو را به خدمت نظام می‏‌فرستد. گاوینو زبان ایتالیایی می‌آموزد ، دیپلم می‏‌گیرد، ارتش را ترک می‌کند و به دانشگاه می‏‌رود. با پشت ‌سر گذاشتن چالش‏‌های فراوان به روستای دوران کودکی باز می‌‏گردد تا داستان زندگی‌‏اش را بنویسد...